# Love Spit Love (musikalbum)
Love Spit Love är den brittiska rockgruppen Love Spit Loves första studioalbum. Albumet släpptes den 2 augusti år 1994 av Imago Records. Två singlar släpptes från albumet och båda blev hits: "Change in the Weather" och "Am I Wrong". En cover på låten "Am I Wrong" spelades senare in av rockgruppen Brand New.

## Låtlista
1. Seventeen
2. Superman
3. Half a Life
4. Jigsaw
5. Change in the Weather
6. Wake Up
7. Am I Wrong
8. Green
9. Please
10. Codeine
11. St. Mary's Gate
12. More

Somliga utgåvor innehåller även bonusspåret "All She Wants".

## Medverkande
- Richard Butler – sång
- Richard Fortus – gitarr, cello, mandolin
- Frank Ferrer – trummor
- Tim Butler – Bas
- Jon Brion – chamberlain, keyboard, piano
- John Schermerhorn – akustisk gitarr på "Codeine"
- John Phillip Shendle – stråkarrangemang